# Мерёво
Мерёво — деревня в Заклинском сельском поселении Лужского района Ленинградской области.

## История
Впервые упоминается в писцовой книге Водской пятины 1500 года, как деревня Мерева над озером над Килом в Дмитриевском Городенском погосте Новгородского уезда.
Деревня Мерево обозначена на карте Санкт-Петербургской губернии 1792 года А. М. Вильбрехта.
Деревня Мерево, при озере Мерево, упоминается на карте Санкт-Петербургской губернии Ф. Ф. Шуберта 1834 года.

МЕРЕВО — деревня принадлежит: поручику Ивану Трубашеву, число жителей по ревизии: 22 м. п., 24 ж. п.

жене его Анне Трубашевой, число жителей по ревизии: 12 м. п., 14 ж. п.

генерал-майору Василию Лялину, число жителей по ревизии: 9 м. п., 10 ж. п.

детям чиновника 7 класса Рындина, число жителей по ревизии: 9 м. п., 11 ж. п.

мичманше Анне Скобельцыной, число жителей по ревизии: 5 м. п., 3 ж. п. (1838 год)

Деревня Мерево отмечена на карте профессора С. С. Куторги 1852 года.

МЕРЕВО — деревня господина Трубашева, по просёлочной дороге, число дворов — 14, число душ — 72 м. п. (1856 год)

МЕРЕВО — деревня и мыза владельческие при озере Меревском, число дворов — 15, число жителей: 67 м. п., 62 ж. п.; Часовня православная. (1862 год)

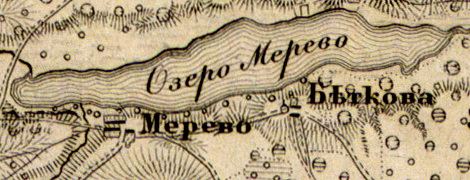
Деревня Мерёво на карте 1863 года

В 1869 году временнообязанные крестьяне деревни выкупили свои земельные наделы у Д. И. Трубашева и стали собственниками земли.
Согласно материалам по статистике народного хозяйства Лужского уезда 1891 года, мыза Мерево площадью 1210 десятин принадлежала купцу и жене купца И. Я. и Е. А. Забельским, мыза была приобретена частями с 1880 по 1887 год за 32 785 рублей.
В XIX — начале XX века деревня административно относилась к Перечицкой волости 1-го земского участка 1-го стана Лужского уезда Санкт-Петербургской губернии.
По данным «Памятной книжки Санкт-Петербургской губернии» за 1905 год, деревня Мерёво и посёлок Мерёво входили в Изорское сельское общество. 1558 десятин земли в Мерёво принадлежали купцу Ивану Яковлевичу Забельскому.
С 1917 по 1923 год деревня находилась в составе Меревского сельсовета Перечицкой волости Лужского уезда.
С 1923 года, в составе Толмачёвской волости.
С 1924 года, в составе Бетковского сельсовета.
По данным 1933 года деревня Мерёво входила в состав Бетковского сельсовета Лужского района.
C 1 августа 1941 года по 31 января 1944 года деревня находилась в оккупации.
В 1965 году население деревни составляло 157 человек.
По данным 1966 года деревня Мерёво также входила в состав Бетковского сельсовета.
По данным 1973 и 1990 годов деревня Мерёво входила в состав Каменского сельсовета.
В 1997 году в деревне Мерёво Каменской волости проживали 167 человек, в 2002 году — 190 человек (русские — 93 %).
В 2007 году в деревне Мерёво Заклинского СП проживали 137 человек.

## География
Деревня расположена в юго-восточной части района на автодороге 41А-004 (Павлово — Мга — Луга).
Расстояние до административного центра поселения — 17 км.
Расстояние до ближайшей железнодорожной станции Луга — 15 км.
Деревня находится на южном берегу Мерёвского озера.

## Демография
| 1838 | 1862 | 1965 | 1997 | 2007 | 2010 | 2017 |
| ---- | ---- | ---- | ---- | ---- | ---- | ---- |
| 119  | ↗129 | ↗157 | ↗167 | ↘137 | ↗143 | ↘113 |

## Достопримечательности
Выявлено 9 памятников археологии, включая две стоянки древнего человека.

## Известные уроженцы
Дмитрий Васильевич Лялин (1772—1847) — генерал-майор, его портрет находится в Военной галерее Эрмитажа, посвящённой Отечественной войне 1812 года.

## Улицы
Боровая, Дачный проезд, Лесная линия, Лужская, Новая, Оредежская, Придорожная, Садовая линия, Школьная.

## Садоводства
Автомобилист, АскомСтройПроект.